# Microdorylaimus
Microdorylaimus är ett släkte av rundmaskar. Microdorylaimus ingår i familjen Qudsianematidae.
Släktet innehåller bara arten Microdorylaimus parvus.